# Darrell Powers
Pour les articles homonymes, voir Powers.
Darrell Powers dit Shifty Powers (13 mars 1923 à Clinchco - 17 juin 2009 dans la même ville) est un sous-officier de l'US Army et vétéran de la Seconde Guerre mondiale. Affecté à la célèbre Easy Company du 506e Régiment d'infanterie parachutée (506th PIR), il participe à toutes les batailles de l'unité, de la Normandie à l'Autriche en passant par les Pays-Bas, la Belgique et l'Allemagne.

## Biographie

### Avant-guerre
Darrell Powers naît à Clinchco en Virginie. Dès son enfance son père, excellent tireur, l'initie au maniement des armes et l'emmène avec lui à la chasse. De là naîtra une expertise pour le tir qui fera sa réputation lors de la guerre. Il gagne son surnom de "Shifty" (furtif, fuyant) pendant sa pratique du basket à l'école, du fait de sa capacité à feinter ses adversaires. Après ses études secondaires à Clinchco, il entre dans une école professionnelle de machiniste à Norfolk où il rencontre Robert "Popeye" Wynn. Ensemble, ils vont travailler sur les chantiers navals de Portsmouth puis décident de s'engager dans l'armée.

### Seconde Guerre mondiale
Shifty Powers s'engage le 14 août 1942, la veille de la création de la 101e division aéroportée dans laquelle il est affecté. Il est envoyé à Toccoa en Géorgie où il rejoint les rangs de la Easy Company du 2e bataillon du 506e Régiment d'infanterie parachutée. Après sa formation initiale à Toccoa, il est formé au parachutisme à Fort Benning puis, à l'été 1943, lui et son régiment sont envoyés en Angleterre où se prépare l'opération Overlord. Il est parachuté sur le Cotentin dans la nuit du 5 au 6 juin 1944 et prend part à la bataille de Normandie. À l'issue de celle-ci, le régiment est renvoyé en Angleterre avant d'être projeté aux Pays-Bas en septembre dans le cadre de l'opération Market Garden. À la fin de cette campagne, Powers suit son unité en France à Mourmelon pour une période de repos et de réorganisation.
En décembre 1944, le 506th PIR est envoyé en Belgique où vient de débuter la bataille des Ardennes. Shifty Powers se distingue pendant le siège de Bastogne par ses qualités de tireur et d'observateur. Le 29 décembre, il remarque à plus d'un kilomètre de distance un arbre qui n'était pas présent la veille et en rend compte immédiatement à son supérieur Carwood Lipton. Il s'avère qu'il s'agit en fait d'un élément de camouflage mis en place par les allemands pour dissimuler une batterie d'artillerie. Lipton peut alors demander un tir d'artillerie et détruire la position ennemie. Le 13 janvier 1945, alors que la Easy Company vient de s'emparer du village de Foy à proximité de Bastogne, les hommes sont attaqués par un tireur embusqué dans les toits. C'est encore une fois le regard perçant de Shifty Powers qui permet de localiser le tireur puis son talent de tireur qui permet de l'éliminer après que Carwood Lipton l'a attiré à la fenêtre en traversant un découvert en courant. Après la bataille des Ardennes, le 506th PIR stationne à Haguenau puis il entre en Allemagne où il participe à la réduction de la poche de la Ruhr avant de progresser vers la Bavière et s'emparer de Berchtesgaden. L'armée allemande ayant capitulé, le régiment est stationné en Autriche où il se prépare à un éventuel déploiement sur le front pacifique. 
Shifty Powers étant l'un des rares hommes de la Easy Company à n'avoir jamais été blessé, il ne dispose pas du nombre de points de campagne qui lui aurait permis de prétendre à une libération anticipée alors qu'il est présent depuis le début de la guerre et a participé à tous les combats de la compagnie,. Désirant le récompenser pour tous les services rendus à l'unité, le commandement organise une loterie dont le gagnant sera démobilisé et pourra rentrer aux États-Unis. La loterie est en fait truquée au profit de Powers pour lui permettre de regagner son foyer malgré son manque de points,. Cependant, sur le chemin de l'aéroport, le véhicule dans lequel il est installé est victime d'un accident. Gravement blessé, Shifty Powers doit passer plusieurs mois dans des hôpitaux européens avant de pouvoir retourner en Amérique alors même que ses camarades avaient été démobilisés depuis un certain temps et rejoint leurs familles.

### Après-guerre
Après de long mois de soins, Shifty Powers revient en Amérique et reprend son ancien métier de machiniste. Il déménage en Californie mais doit être licencié trois ans après par son entreprise lorsque celle-ci rencontre des difficultés. De retour en Virginie, il est embauché par la Clinchfield Coal Corporation pour qui il travaille pendant plus de vingt ans. Jusqu'à la fin de sa vie, il est très impliqué dans les manifestations rassemblant les anciens combattants de la Easy Company. Shifty Powers meurt le 17 juin 2009 dans sa ville natale.

## Décorations
|                         |                                                     |  |  |  |  |
| Bronze oak leaf cluster |                                                     |  |  |  |  |
|                         | Arrowhead · Bronze star · Bronze star · Bronze star |  |  |  |  |
|                         |                                                     |  |  |  |  |
|                         |                                                     |  |  |  |  |
|                         |                                                     |  |  |  |  |
| Bronze oak leaf cluster |                                                     |  |  |  |  |

| Combat Infantryman Badge                             |                                       |                                                                                                |                                                                                                |                                                |                                                |
| Bronze Star Avec une feuille de chêne                | Bronze Star Avec une feuille de chêne | Good Conduct Medal                                                                             | Good Conduct Medal                                                                             | American Defense Service Medal                 | American Defense Service Medal                 |
| American Campaign Medal                              | American Campaign Medal               | European-African-Middle Eastern Campaign Medal Avec une pointe de flèche et trois Service star | European-African-Middle Eastern Campaign Medal Avec une pointe de flèche et trois Service star | World War II Victory Medal                     | World War II Victory Medal                     |
| Army of Occupation Medal                             | Army of Occupation Medal              | Croix de guerre 1939-1945 Avec palme                                                           | Croix de guerre 1939-1945 Avec palme                                                           | Médaille de la France libérée                  | Médaille de la France libérée                  |
| Médaille commémorative belge de la guerre 1940-1945  |                                       |                                                                                                |                                                                                                |                                                |                                                |
| Parachutist Badge Avec deux étoiles                  | Parachutist Badge Avec deux étoiles   | Parachutist Badge Avec deux étoiles                                                            | Expert Marksmanship Badge Avec agrafes "Fusil"                                                 | Expert Marksmanship Badge Avec agrafes "Fusil" | Expert Marksmanship Badge Avec agrafes "Fusil" |
| Presidential Unit Citation Avec une feuille de chêne |                                       |                                                                                                |                                                                                                |                                                |                                                |

## Hommages
- Shifty Powers est représenté dans la série Band of Brothers où il est interprété par Peter Youngblood Hills. La série met notamment en scène l'épisode du tirage au sort lui permettant de retourner en Amérique. Il apparaît également en personne lors des entrevues diffusées au début ou à la fin de certains épisodes.